# Warmness on the Soul
Warmness on the Soul – pierwszy minialbum zespołu Avenged Sevenfold, wydany 8 sierpnia 2001 roku nakładem Good Life Recordings. Jest to pierwsze wydawnictwo zespołu na którym zagrał nowy gitarzysta, Synyster Gates.

## Lista utworów
1. "Warmness on the Soul" (Single Version) – 4:20 *
2. "Darkness Surrounding" – 4:50
3. "We Come Out at Night" – 4:45
4. "To End the Rapture" (Heavy Metal Version) – 1:20
5. "Warmness on the Soul" (Teledysk) - 4:46

## Twórcy
- Shadows — śpiew, gitara, instrumenty klawiszowe
- Synyster Gates — gitara w "To End the Rapture"
- Zacky Vengeance — gitara
- Justin Sane — gitara basowa
- The Reverend Tholomew Plague — perkusja, instrumenty perkusyjne

### Imiona
Członkowie zespołu na tym albumie zostali opisani innymi nazwami, niż te, których używają dzisiaj. Na przykład, na tym albumie M. Shadows figuruje w książeczce jako "Shadows", a Synyster Gates jako "Synyster Gaytes". Być może w tym czasie nie wszyscy mieli swoje pseudonimy, o czym może świadczyć fakt, że w książeczce dołączonej do albumu Sounding the Seventh Trumpet nikt nie był opisany pseudonimem artystycznym poza The Reverend Tholomew Plague i Zacky Vengeance.